# Kierkejaure (Jokkmokks socken, Lappland, 735077-166401)
Kierkejaure är en sjö i Jokkmokks kommun i Lappland och ingår i Piteälvens huvudavrinningsområde. Kierkejaure ligger i Udtja Natura 2000-område.